# Ошкуцкаб (муниципалитет)
Ошкуцкаб (исп. Oxkutzcab) — муниципалитет в Мексике, штат Юкатан, с административным центром в одноимённом городе. Численность населения, по данным переписи 2010 года, составила 29 325 человек.

## Общие сведения
Название Oxkutzcab с майянского языка можно перевести двояко: трижды основанный город или место сбора рамона, табака и мёда.
Площадь муниципалитета равна 863 км², что составляет 2,16 % от общей площади штата, а наивысшая точка — 136 метров над уровнем моря, расположена в поселении Нокакаб.
Он граничит с другими муниципалитетами Юкатана: на севере с Тикулем и Мани, на востоке c Акилем, на юго-востоке с Текашем, на западе с Санта-Эленой, а на юго-западе с другим штатом Мексики — Кампече.

## Учреждение и состав
Муниципалитет был образован в 1918 году, в его состав входит 42 населённых пункта, самые крупные из которых:
| Код INEGI                  | Населённый пункт                                                                   | Численность населения (2005 год) | Численность населения (2010 год) |
| -------------------------- | ---------------------------------------------------------------------------------- | -------------------------------- | -------------------------------- |
| 056                        | Всего                                                                              | 27084                            | 29325                            |
| 0001                       | Ошкуцкаб (исп. Oxkutzcab) 20°18′10″ с. ш. 89°25′06″ з. д. (административный центр) | 21341                            | 23096                            |
| 0016                       | Яшачен (исп. Yaxhachén) 20°03′05″ с. ш. 89°33′55″ з. д.                            | 1517                             | 1633                             |
| 0013                       | Шохуаян (исп. Xohuayán) 20°11′14″ с. ш. 89°22′56″ з. д.                            | 1340                             | 1405                             |
| 0004                       | Эмилиано-Сапата (исп. Emiliano Zapata) 20°13′38″ с. ш. 89°28′04″ з. д.             | 1212                             | 1350                             |
| 0014                       | Шуль (исп. Xul) 20°06′08″ с. ш. 89°27′36″ з. д.                                    | 1032                             | 1110                             |
| 0064                       | Сан-Антонио-Яашхом (исп. San Antonio Yaaxhom) 20°14′54″ с. ш. 89°28′34″ з. д.      | 140                              | 115                              |
| —                          | Прочие                                                                             | 502                              | 616                              |
| Названия на карте Генштаба |                                                                                    |                                  |                                  |

## Экономика
По статистическим данным 2000 года, работоспособное население занято по секторам экономики в следующих пропорциях:
- торговля, сферы услуг и туризма — 43,2 %;
- сельское хозяйство и скотоводство — 39,5 %;
- производство и строительство — 16,3 %;
- безработные — 1 %.

## Инфраструктура
По статистическим данным 2010 года, инфраструктура развита следующим образом:
- протяжённость дорог: 365,3 км;
- электрификация: 96 %;
- водоснабжение: 97,9 %;
- водоотведение: 78 %.

## Достопримечательности
В муниципалитете можно посетить:
- церковь Святого Франсиска Ассизского, построенную в XVIII веке;
- церковь Пресвятой Девы Пиларской, построенную в XVII веке;
- часовню Святого Эстебана, построенную в XIX веке;
- бывшую асьенду Таби;
- археологические памятники цивилизации майя: Сайиль, Лабна, Шлапак, Ком, Киуик, Ошкуцкаб и Сабакче.

## Фотографии
- Церковь Франсиска Ассизского
- Пещера Лольтун
- Арка в городище майя Лабна